# Bulbophyllum jolandae
Bulbophyllum jolandae là một loài phong lan thuộc chi Bulbophyllum.